# John Jeffries

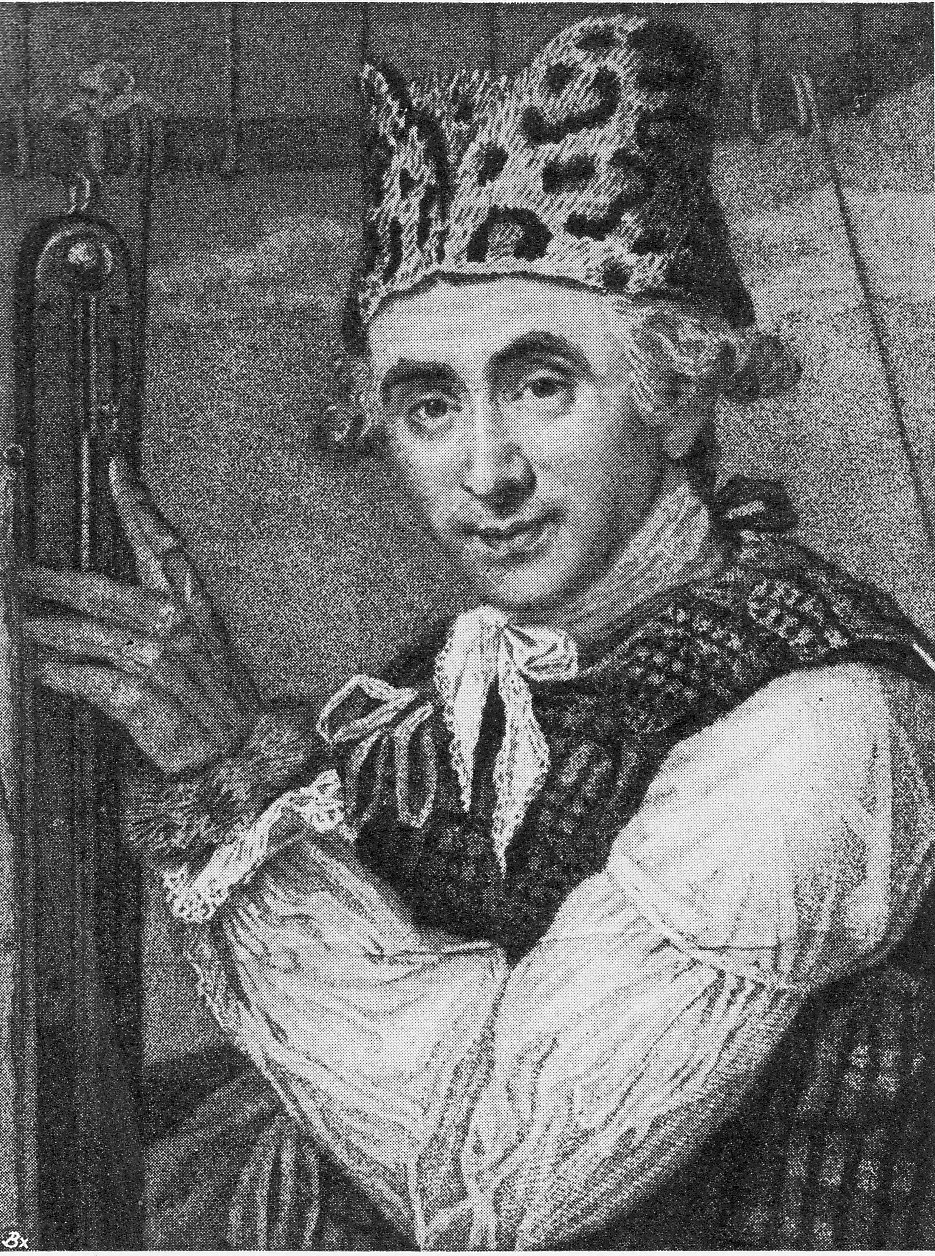
John Jeffries

John Jeffries (* 5. Februar 1744 in Boston, Province of Massachusetts Bay; † 16. September 1819 ebenda) war ein US-amerikanischer Arzt und Luftfahrtpionier.

## Leben
Jeffries studierte Medizin in London und Aberdeen und graduierte 1763 an der Harvard University, wo er 1769 auch promovierte. Sodann kehrte er nach Boston zurück, wo er als Arzt praktizierte und von 1771 bis 1774 als Schiffsarzt auf einem britischen Schiff mit Bostoner Heimathafen arbeitete. Bei dem Massaker von Boston, bei dem 1770 fünf Zivilisten von britischen Truppen bei einer Straßenschlacht erschossen wurden, war er als Arzt von Patric Carr – einem der Opfer – Hauptzeuge der Anklage.
Bei der Evakuierung Bostons durch die Briten anlässlich des Amerikanischen Unabhängigkeitskrieges begleitete er die Truppen nach Halifax, wo er zum Generalarzt befördert wurde und in der Armee von Nova Scotia diente. Im März 1779 ging er nach Großbritannien und wurde Stabsarzt der britischen Truppen in Amerika, wo er am 11. März 1780 seine Dienste in Charleston (South Carolina) aufnahm. Aber schon im Dezember des gleichen Jahres gab er sein Amt auf und kehrte nach London zurück, wo er eine Praxis eröffnete und sich mit wissenschaftlichen, hauptsächlich anatomischen Untersuchungen beschäftigte.

### Ballonfahrt über den Ärmelkanal

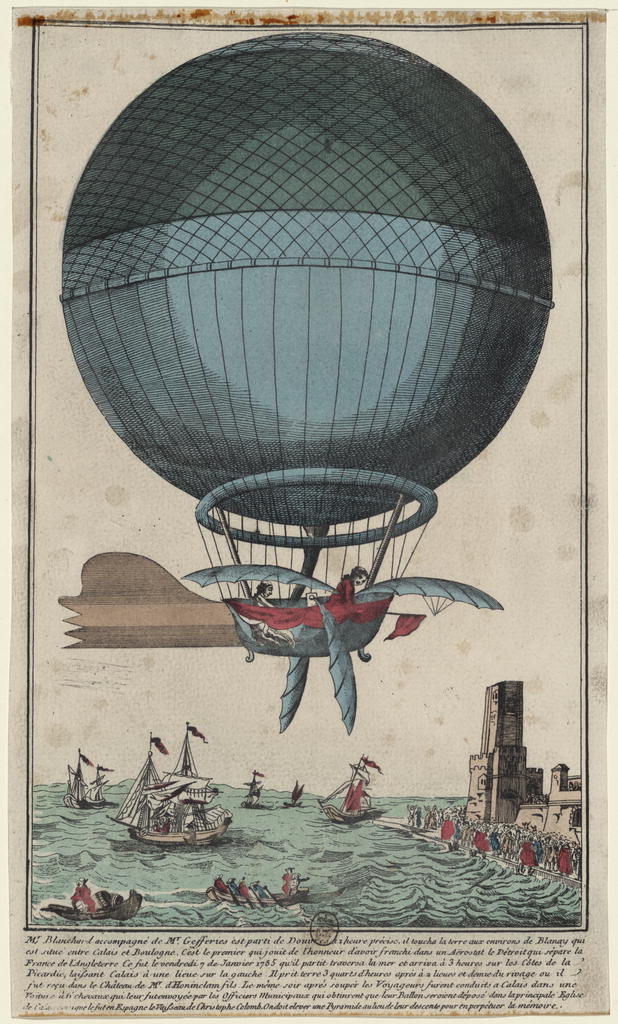
John Jeffries und Jean-Pierre Blanchard bei ihrer Kanalüberquerung im Jahr 1785

Weltweit bekannt wurde er als Luftfahrtpionier und „erster fliegender US-Amerikaner“, als er am 7. Januar 1785 zusammen mit dem französischen Ballonfahrer Jean-Pierre Blanchard (1753–1809) den Ärmelkanal in einem mit Wasserstoff gefüllten Ballon überquerte. Bereits am 30. November 1784 war er mit Blanchard in London aufgestiegen und hatte die weltweit ersten gezielten meteorologischen Beobachtungen aus dem Ballon angestellt. 1786 veröffentlichte Jeffries seinen Bericht über diese Fahrten (A Narrative of Two Aerial Voyages, deutsch: „Eine Erzählung von zwei Flugreisen“).
Während Blanchard zeit seines Lebens von diesem Ereignis profitierte, wurde es um Jeffries schnell wieder still. Im Sommer 1789 kehrte er nach Boston zurück, wo er sich wieder seinem ärztlichen Beruf zuwandte und die erste Anatomie-Vorlesung in New England hielt. Der damalige heftige öffentliche Widerstand gegen das Sezieren zwang ihn jedoch alsbald zur Aufgabe dieser Tätigkeit. In Erinnerung an seine Pioniertat trägt seit 1960 der Jeffries Peak im Grahamland auf der Antarktischen Halbinsel seinen Namen.